# Collectif Jeune Cinéma
Pour les articles homonymes, voir CJC.
Le Collectif Jeune cinéma (CJC) est une association qui a pour buts la distribution et la diffusion des pratiques cinématographiques expérimentales dans les arts visuels (cinéma, vidéo). Cofondée en 1971 par des cinéastes et critiques de cinéma expérimental, elle est la première coopérative de cinéastes à voir le jour en France, proche des coopératives d’artistes (en) apparues peu de temps avant. Le CJC est un acteur majeur de la diffusion du cinéma expérimental en France, il organise des projections et a édité les revues Cinéma différent (1976-1980) et étoilements (2007-2010).
Après s'être associé en 1989 à Light Cone pour diffuser ses films via un catalogue commun, le Collectif Jeune Cinéma se reforme en 1998 et reprend son autonomie, grâce notamment à l'instauration des Emplois-jeunes qui lui permet d'avoir, selon les périodes, de un à trois salariés. La cinéaste Sarah Darmon sera la première à en bénéficier. Les coopérateurs, eux, sont bénévoles. Le CJC organise depuis 1999 le Festival des cinémas différents et expérimentaux de Paris : 18e édition du FCDP sur le site de  Libération . À partir de 2012, un catalogue conséquent d’une moyenne de 150 pages est édité à l’occasion du festival qui comprend des articles de fond en plus des programmes

## Historique
En 1970, lors de la 6e édition du Festival international du jeune cinéma de Hyères, Marcel Mazé, juriste, programmateur et grand cinéphile, rencontre Jonas Mekas, cofondateur, en 1962, de la Film-Makers' Cooperative de New York (en). La coopérative d'artistes américaine fonctionne grâce aux membres, cinéastes, qui, une fois leurs films déposés, vont pouvoir les distribuer en restant les propriétaires des copies et des droits de l’œuvre. Ce modèle de distribution est alors plus adapté au milieu du film d'avant garde qui ne circule pas par les mêmes réseaux que les films plus commerciaux. Il a fallu trouver un équivalent juridique français, l' Association loi de 1901, avant de rédiger les statuts de la coopérative. Celle de Mekas est non sélective, tout cinéaste qui pense que son travail peut entrer dans les catégories esthétiques défendues par la coop. peut déposer ses films. Devant l'afflux de dépôts, le CJC met en place, dans les années 2000, un comité de visionnage qui sélectionne les films reçus.
Après le festival d'Hyères 1970, des cinéastes et critiques vont se joindre progressivement à Marcel Mazé et organiser sous l’appellation du Collectif Jeune Cinéma (avec le statut de ciné-club) une vingtaine de séances à Paris. Le 23 juin 1970, a lieu, au Studio du Val-de-Grâce à Paris, la première projection du Collectif. L'édition suivante du festival de Hyères est l'occasion pour les cinéastes présents de décider de fonder une structure répondant aux demandes des cinéastes, une organisation permettant la distribution et la diffusion des films dit "différents", "expérimentaux", "d'avant-garde", qui ne répondent pas aux critères des chaînes de distribution classique du cinéma commercial de l'époque en France et que les ciné-clubs ne peuvent pas distribuer. Il s'agissait, également, de parer à la saisie de films sans visa d'exploitation, appelés films sauvages, que la police pouvait saisir. Des institutionnels comme Jack Gajos ont beaucoup fait pour la légitimation de ce cinéma.
La coopérative est créée un an plus tard, le 5 juin 1971, sur le modèle des coopératives d’artistes et sous la forme d'une association à but non lucratif. L'étude théorique du cinéma ayant été instituée en France en 1969, des lieux comme l'Institut d'Art et d'Archéologie qui accueillaient certaines projections du Collectif organisaient maintenant leur propre réseau, notamment la mise en place de la future Cinémathèque universitaire et ne souhaitaient plus accueillir des intervenants extérieurs. Il fallait trouver une forme plus adéquate de structure. Des cinéastes ayant œuvré autour du Collectif sont élus au conseil d'administration lors de la première assemblée générale constituante de la coop et en paraphent les statuts. Le conseil se compose, en 1971, de Marcel Mazé (président), Luc Moullet (vice-président), Noël Burch (secrétaire général), Raphaël Bassan, Maud Meimon, Jean Paul Cassagnac, Yves-André Delubac, Daniel Geldreich et Claude Thiébaut.»
À partir de cette date, le CJC organise de nombreuses projections à Paris et en Province et s'emploie à la distribution des films de la coopérative. On retrouve notamment, à partir de 1973, Marcel Mazé et les films du Collectif au Festival d'Hyères, dans une nouvelle catégorie dédiée aux cinémas différents.
En 1976, Marcel Mazé et le cinéaste Patrice Kirchhofer décident de lancer la revue Cinéma différent. Ce dernier sera le directeur de publication des cinq premiers numéros. La revue a pour but de publier les textes théoriques, analyses et essais autour du cinéma, des présentations par des cinéastes de leur travail, et l'étude de techniques de mise en œuvre — et plus largement des perspectives de diffusion — de ce cinéma hors norme, en dehors de l'industrie cinématographique.
En 1989, le Collectif Jeune Cinéma et Light Cone, une autre coopérative créée en 1982, s'associent pour la distribution de leurs films afin de pallier les faibles locations de ces années-là, voir l'entretien avec Marcel Mazé réalisé par Viviane Vagh en 2011 dans Senses of Cinema (en). Un catalogue commun est édité en octobre 1989, régulièrement réactualisé.
En 1998, le Collectif Jeune Cinéma se reforme avec pour objectif de reprendre son rôle de coopérative de distribution, et de créer lui-même son festival. Des cinéphiles et des journalistes comme Jean-Marc Manach ont approché Marcel Mazé dès 1995 afin de combler, avec son aide, le vide laissé par la disparitions du festival d'Hyères. Un premier Festival des cinémas différents est organisé, en 1999, en coopération avec l'association "D'un cinéma l'autre" qui éclatera peu de temps après le festival. La plupart de ses membres souhaitaient simplement faire cet hommage au Festival d'Hyères qui reprenait de nombreux films présentés lors de la manifestation historique. Le nouveau festival, lui, est un succès. Mazé décide de le poursuivre : une nouvelle équipe se forme alors. La collection s’enrichit alors de nouvelles œuvres contemporaines et depuis le festival perdure et connaît un réel succès depuis son installations aux Voûtes en 2010. Un travail universitaire de 2001 fait le point sur l'histoire du Collectif Jeune Cinéma et les diverses actions qu'il a menées pour la reconnaissance du cinéma expérimental et différent.
À la fin des années 1970, le Collectif Jeune Cinéma participa, en tant que structure ou par l'engagement de certains de ses membres, à divers colloques qui ont débouché sur la création, en 1978, de l’ACIDE (Association du cinéma indépendant différent et expérimental) qui était une fédération, avec bureau commun, qui regroupait un grand nombre d’associations, certaines éphémères, consacrées à ce cinéma. Le CJC était un des groupes qui insuffla idées, concepts et stratégies qui ont servi de matrice à divers projets semblables. Enfin, par ses programmations et les conférences de ses membres, le Collectif favorisa la constitution d’un corpus d’œuvres expérimentales ou différentes qui furent analysées et étudiées par divers critiques et historiens, avant que certaines d’entre elles soient achetées par des musées, notamment le Centre Pompidou créé en 1977.
Marcel Mazé et Dominique Noguez participèrent au catalogue d'Une histoire du cinéma en 1976.
Un pôle transmission et sensibilisation a été fondé en 2005, au sein du CJC, sous la responsabilité du cinéaste-coopérateur Louis Dupont. Ce pôle se consacre, depuis sa création, à la programmation « jeune public » et à la proposition des ateliers de « cinéma différent ». Depuis 2015, le pôle coordonne la section internationale des « Cinéastes de moins de quinze ans » au sein du festival.
En 2011, le CJC commémore ses 40 ans d’existence au Centre Pompidou.

## Le CJC aujourd'hui
Le Collectif Jeune Cinéma poursuit, en 2025, ses réflexions autour des pratiques et des modes de représentation du cinéma expérimental et différent, buts qu'il s'était fixés lors de sa création en 1971. Il continue de distribuer et de programmer des films. Le CJC organise régulièrement des séances spécialisées de cinéma expérimental et, tous les ans, en octobre, le Festival des cinémas différents et expérimentaux de Paris. Des programmations régulières ont lieu tous les mois au cinéma La Clef; après la fermeture de ce cinéma, ces programmations ont lieu depuis 2016 au Grand Action ainsi que le festival. 
La 27 ème édition se tiendra du 10 au 19 octobre 2025. Seuls les films de la compétition internationale seront présentés au cinéma le Grand Action. Les focus thématiques occuperont une constellation d'autres lieux. Ceci permettra aux cinéastes de la compétition présents d'avoir plus de temps pour répondre aux questions du public.
Son catalogue comporte plus de 2000 films de plus de 350 cinéastes, dont : Hélène Abram, Carole Arcega, Svetlana Baskova, Raphaël Bassan, Jean-Claude Biette, Patrick Bokanowski, Pierre Bressan, Stan Brakhage, Érik Bullot,
Robert Cahen, Gérard Cairashi, Raymonde Carasco, Bernard Cerf, Laurence Chanfro, Pip Chodorov, Catherine Corringer, Philippe Cote, Gérard Courant, Deco Dawson (en), Florence de Mèredieu Jérôme de Missolz, Maya Deren, Patrick Deval, Frédérique Devaux, Jean-Paul Dupuis, Marguerite Duras, R. Bruce Elder (en), Patrice Énard, Olivier Fouchard, Jean Genet, Amy Greenfield (en), Marcel Hanoun, Jean-Charles Hue, Iimura Takahiko, Alain Jouffroy, Émilie Jouvet, Aryan Kaganof, Ken Kobland, Maurice Lemaître, Catherine Libert, Silvia Maglioni, Yves-Marie Mahé, Babette Mangolte, Toshio Matsumoto, Jonas Mekas, Pierre Merejkowsky, Jacques Monory, Salomon Nagler, Werner Nekes, Dominique Noguez, Arnold Pasquier Jacques Perconte, Daniel Pommereulle, Stuart Pound, Jackie Raynal, Laurence Rebouillon, Peter Rubin, Peter Snowdon, Frédéric Tachou, Robert Todd (en), Graeme Thompson, Zapruder filmmakersgroup (it).
Le Collectif Jeune Cinéma bénéficie du soutien du CNC de la DRAC d'Île-de-France et du Conseil régional d'Île-de-France et de la Mairie de Paris.
La présidente a été, de 2005 à 2025, Laurence Rebouillon ; la direction du festival est assurée par des membres bénévoles de l'association, 
l'administrateur en était en 2021 Théo Deliyannis, l'année où le Collectif Jeune Cinéma a célébré ses cinquante ans d’existence  et a organisé  des projections de films durant toute l’année .Organigramme mis à jour 
Depuis 2022, l'administrateur est Tomaž Burlin.
Le bureau 2025 se compose de Pip Chodorov (Président), Diana Vidrascu (trésorière), Raphaëlle Giaretto (secrétaire).